# ヒューマンネイチュア
『ヒューマンネイチュア』（Human Nature）は2001年の映画。アメリカ合衆国・フランス合作。
自分を猿だと思い込んでいる男と、宇宙一毛深い女、そしてネズミにテーブルマナーを教えようとする博士を描くブラックコメディ映画。ミシェル・ゴンドリーの初長編監督作品となる。
『マルコヴィッチの穴』で奇想天外な物語を作り上げたチャーリー・カウフマンとスパイク・ジョーンズのコンビが放つ二作目。今回スパイク・ジョーンズは製作にまわり、監督にはビョークやザ・ホワイト・ストライプスのPVなどを手がけるMTV界の新鋭ミシェル・ゴンドリーが抜擢された。

## ストーリー
猿に育てられたパフがねずみに躾をする研究者に捕まり文明化される。

## キャスト
※括弧内は日本語吹替
- ライラ - パトリシア・アークエット（松本梨香）
- パフ - リス・エヴァンス（山野井仁）
- ネイサン - ティム・ロビンス（山路和弘）
- ガブリエル - ミランダ・オットー（朴璐美）
- ネイサンの母 - メアリー・ケイ・プレイス（沢田敏子）
- ネイサンの父 - ロバート・フォスター（牛山茂）
- ルイーズ - ロージー・ペレス（雨蘭咲木子）
- セラピスト - ミゲル・サンドバル（星野充昭）
- フランク - ピーター・ディンクレイジ
- 幼い頃のライラ - ヒラリー・ダフ